# Sŏn U-hui
Sŏn U-hui (* 3. Januar 1922 in Chŏngju, P’yŏngan-pukto; † 12. Juni 1986 in Pusan) war ein südkoreanischer Schriftsteller.

## Leben
Sŏn U-hui wurde am 3. Januar 1922 in Chŏngju, Provinz Nord-P’yŏngan geboren. Er arbeitete als Journalist für den Chosun Ilbo (조선일보), bevor er 1949 als Pädagoge und Öffentlichkeitsreferent in die Armee einberufen wurde. Er debütierte 1955, als seine Geschichte Geister (귀신) veröffentlicht wurde. Von 1959 bis zu seinem Ruhestand 1986 hielt er seine Karriere als Journalist aufrecht. Er starb am 12. Juni 1986 in Pusan.
Humanistisches Handeln oder auch die Formulierung eines aktiven Willens in ernsten Situationen charakterisiert Sŏns literarische Welt. Sein Werk Feuerblume (불꽃) handelt von einem Mann, der seine realitätsfremde Einstellung überwindet und den Geist des Widerstands in sich aufnimmt. Der Wille zu handeln wurzelt im Respekt gegenüber der Menschheit und dem Verlangen der Entmenschlichung entgegenzutreten. Sŏn ist der Meinung, dass es die Pflicht der Intellektuellen ist, gesellschaftlich aktiv zu sein und einer Entmenschlichung entgegenzuwirken, welche durch ideologische Konflikte und gesellschaftliche Missstände hervorgerufen wird. In anderen Werken wird jedoch die humanistische Angehensweise überbetont, was den Werken den Charakter einer Fantasiewelt gibt. Ab 1965 zeigte er eher eine konservative Haltung.

## Arbeiten

### Koreanisch
Kurzgeschichtensammlungen
- 귀신 Geister (1955)
- 화재 Brand (1958)
- 망향 Heimweh (1967)
- 싸릿골 신화 Der Mythos vom Tannenbaumdorf (1987)
- 불꽃 Feuerblume (1957)
- 단독강화 Sonderfriede (1959)
- 오리와 계급장 Die bestechlichen Beamten und das Rangabzeichen (1958)
- 거울 Winter (1957)

Längere Prosa
- 깃발 없는 기수 Der Fahnenträger ohne Banner (1959)
- 추적의 피날레 Das Finale der Verfolgungsjagd (1961)

Romane
- 성채(城砦) Die Festung (1963)
- 사도행전 Apostelgeschichte (1966)
- 노다지 Glücksfall (1986)

Essaysammlungen
- 현실과 지식인 Intellektuelle und Realität (1969)

### Übersetzung Englisch
- The Mirror (1981)

## Auszeichnungen
- 1957 – 제2회 동인문학상 (Tongin Literaturpreis)
- 1979 – 제2회 고재욱상 (Ko Chae-uk Preis)